# تحلل حراري

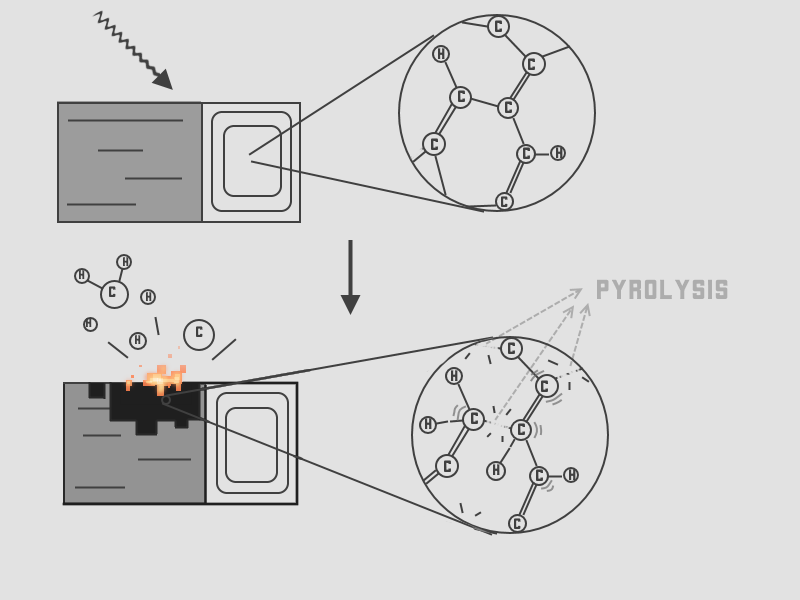
تصوير مبسط للكيمياء الانحلالية.

الحل الحراري هو تحلل كيميائي للمواد العضوية عند درجات حرارة مرتفعة في غياب الأكسجين أو أي هالوجين، ويتضمن أيضا تغير في التركيب الكيميائي الذي يصاحبه تغير في حالة المادة الفيزيائية وهذا التغير للمادة هو تغير غير منعكس.
التحلل الحراري هو إحدى العمليات الملحوظة في تحلل المواد والمنتشر بكثرة في تحلل المواد العضوية وتظهر هذه العملية في حرق الخشب عند تعرضه لدرجة حرارة (200- 300 درجة مئوية) لتحوله للفحم، وهو أيضا يحدث عند احتراق الوقود الصلب أو التقاء الغطاء النباتي مع الحمم البركانية، وبشكل عام التحلل الحراري للمواد العضوية ينتج المواد الغازية السائلة ويترك المواد الصلبة الغنية بوجود الكربون، والفحم، وحدوث التحلل الحراري بشكل قوي وعند درجات حرارة مرتفعة غالبا ما يترك بقايا تحتوي على الكربون بشكل كبير جدا وبعملية تسمى التفحم، وهذه العملية مستخدمة كثيرا في الصناعات الكيميائية، على سبيل المثال: في صناعة الفحم والفحم المنشط والميثانول وصناعات كيميائية أخرى من الخشب مثل: تحويل ثنائي كلورو الايثيلين إلى فينيل كلوريد لصناعة متعدد كلوريد الفينيل، وعملية إنتاج فحم الكوك من الفحم، وتحويل الكتلة الحيوية إلى غاز حيوي وفحم حيوي، وتحويل المخلفات البلاستيكية إلى زيوت قابلة للاستعمال، وتحويل المركبات الهيدروكربونية ذات الوزن الجزيئي المتوسط إلى مركبات ذات وزن جزيئي أخف مثل الجازولين، ومن الممكن أن تسمى هذه الاستعمالات للتحلل الحراري بعدة أسماء مختلفة حسب خصوصية الاستعمال مثل تقطير جاف وتقطير إتلافي.
يستخدم التحلل الحراري أيضا في تحضير الجزيئات في مستوى النانو، و الزركونيا. وفي التحليل الكيميائي، على سبيل المثال: في مطيافية الكتلة وتأريخ بالكربون المشع، والعديد من المركبات الكيميائية مثل حمض فوسفوروز وحمض الكبريتيك تم الحصول عليها أولا من هذه العملية، وقد افترض أن الانحلال الحراري يحدث خلال عملية تحويل المواد العضوية المدفونة إلى الوقود الأحفوري، وقد استخدم المصريون القدماء خليط من المواد في عملية التحنيط، بما في ذلك الميثانول التي حصلوا عليها من التحلل الحراري للخشب.
ويختلف التحلل الحراري عن العمليات الأخرى مثل الاحتراق أو التحلل من خلال انتزاع الماء (بلمهة) بأن التفاعل لا يتضمن وجود الأكسجين أو الماء أو أي وسيط آخر.
ومن الناحية العملية لا يمكن تحقيق جو خال تماما من الأكسجين؛ لأن بعض الأكسجين موجود في أي نظام تحلل حراري، لذلك كمية صغيرة من تفاعلات أكسدة-اختزال يمكن أن تحدث،
وقد تم تطبيق هذا المصطلح أيضا على تحلل المواد العضوية في وجود الماء أو بخار محمص (التحلل الحراري المائي)، كما يحدث في عملية تكرير النفط.

## مجالات استخدام التحلل الحراري

### النيران

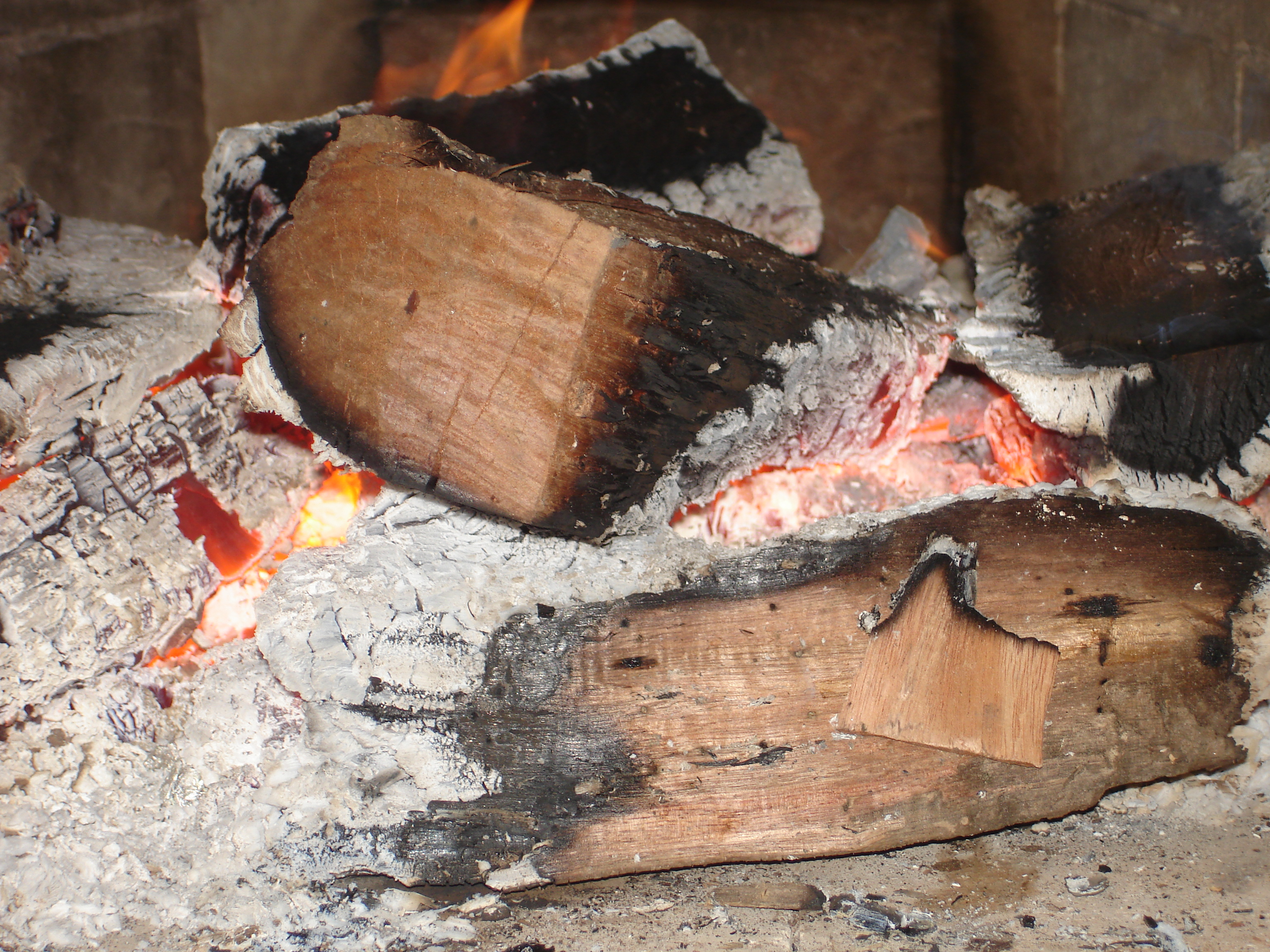
حرق قطع من الخشب تظهر مراحل مختلفة من الانحلال الحراري يليه الاحتراق التأكسدي

التحلل الحراري هو عادة أول تفاعل كيميائي يحدث في حرق الوقود العضوي الصلب مثل: الخشب والقماش والورق، وأيضا بعض أنواع البلاستيك، وفي حريق الخشب لا يرجع سبب رؤية النيران إلى احتراق الخشب نفسه، بل لوجود الغازات التي أطلقت خلال التحلل الحراري، وخلال حدوث عملية التحلل الحراري هناك وجود لمرحلة التحول للحالة غازية، ولا يجب الخلط بينها وبين التفاعلات الحرارية المائية مثل الغاز الناتج من التفاعل الحراري المائي (hydrothermal gasification)، وإنتاج وقود على شكل غاز وزيوت من المخلفات الحية باستخدام التفاعلات الحرارية المائية.(hyrothermal liquidation)

### الطبخ
يحدث التحلل الحراري عند تعرض الطعام لدرجات حرارة عالية بما فيها الكفاية في بيئة جافة مثل التحميص أو الخبز أو الشرب أو الشوي، وهي العملية الكيميائية المسؤولة عن تشكيل القشرة الذهبية البنية في الأطعمة التي أعدتها تلك الأساليب.
مكونات الطعام الرئيسية في مجال الطبخ التي يحدث لها تحلل حراري هي الكاربوهيدرات (وتشمل السكر والنشا والألياف) والبروتين، ويحتاج التحلل الحراري للدهون درجات حرارة عالية وينتج منها مواد سامة وقابلة للاشتعال مثل الاكرولين، وتم تجنبها عادة في عملية الطبخ والناتج من شواء اللحم المحتوي على الدهون باستخدام الفحم.
يحتاج التحلل الحراري للكربوهيدرات والبروتين درجات حرارة أعلى من 100 درجة مئوية، ولذلك التحلل الحراري لا يحدث بشكل بوجود الماء مثل سلق الطعام بحيث أن الكربوهيدرات والبروتين تتحلل بشكل جزئي في الماء بدلا عن حدوث التحلل الحراري، ويحدث التحلل الحراري للأطعمة عند درجات حرارة أقل من درجة غليان الدهون، ولذلك يحدث التحلل عند القلي بالزيوت النباتية أو الشحم أو تحميص اللحوم بالدهون الخاصة بها.
التحكم بالتحلل الحراري للسكريات عند البدء بدرجة حرارة 170 درجة مئوية ينتج الكراميل وهو منتج قابل للذوبان في الماء والذي يستخدم على نطاق واسع في الحلويات وعاملًا لتلوين للمشروبات الغازية وغيرها.

### الفحم
استخدم الناس التحلل الحراري لتحويل الخشب إلى الفحم على نطاق صناعي منذ العصور القديمة، وبالإضافة إلى الخشب يمكن لهذه العملية أيضا استخدام نشارة الخشب وغيرها من منتجات النفايات الخشبية.
ويتم الحصول على الفحم عن طريق تسخين الخشب حتى يحدث التحلل الحراري الكامل (الكربنة)، وترك الكربون والرماد غير العضوي، وفي أجزاء كثيرة من العالم لا يزال إنتاج الفحم بشكل شبه عالمي ومنشر بحرق كومة من الخشب وتغطيته بالطين أو الطوب، بحيث أن الحرارة الناتجة من حرق الخشب تستمر في تحليل باقي الكومة حراريا ومحدودية وجود الأكسجين يمنع الفحم من الاحتراق، وهناك بديل أكثر حداثة وهو تسخين الخشب في وعاء معدني محكم، وهو أقل تلوثا بكثير ويسمح بتكثيف المنتجات المتطايرة.
يتحد هيكل الأوعية التي يحتويها الخشب والمسام التي تم إنشاؤها بواسطة هروب الغازات؛
لإنتاج مادة خفيفة ومسامية، ومن خلال البدء بالمواد الشبيهة بالخشب الكثيف مثل القشور يحصل الفحم النباتي مع مسام دقيقة بشكل خاص (ومن ثم مساحة أكبر من المسام)، ويطلق عليه الكربون المنشط، والذي يستخدم مادةً ماصة لمجموعة واسعة من المواد الكيميائية.

### الفحم النباتي
ويعتقد أن بقايا التحلل الحراري العضوي غير المكتمل ــ مثلا من حرائق الطهي ــ هي المكون الرئيسي لتربة تيرا بريتا المرتبطة بالمجتمعات الأصلية القديمة في حوض الأمازون، ويسعى المزارعون المحليون إلى الحصول على تيرا بريتا من أجل خصوبته المتفوقة مقارنة بالتربة الحمراء الطبيعية في المنطقة، وتبذل الجهود لإعادة إنشاء هذه التربة من خلال الفحم النباتي، وهو بقايا صلبة من الانحلال الحراري من مواد مختلفة، ومعظمها من النفايات العضوية.
يحسن الفحم النباتي من نسيج التربة والبيئة، وزيادة قدرتها على الاحتفاظ بالأسمدة وإطلاق سراحهم ببطء حيث أنه يحتوي بشكل طبيعي على العديد من المغذيات الدقيقة التي تحتاجها النباتات مثل السيلينيوم، كما أنها أكثر أمانا من الأسمدة «الطبيعية» الأخرى مثل روث الحيوانات؛ لأنه تم تطهيرها في درجة حرارة عالية، وبما أنه ينشر المغذيات بمعدل بطيء، فإنه يقلل كثيرا من خطر تلوث مياه الشرب، كما يجري النظر في الفحم الحيوي لعزل الكربون؛ بهدف التخفيف من الاحترار العالمي، ويمكن عزل الفحم الصلب المحتوي على الكربون في الأرض، حيث يمكن أن يبقى لعدة مئات إلى بضعة آلاف من السنين. وتستمر البحوث حول العمليات المسؤولة عن احتجاز الكربون على المدى الطويل في التربة.

### فحم الكوك
ويستخدم التحلل الحراري على نطاق واسع لتحويل الفحم إلى فحم الكوك للتعدين، وخاصة صناعة وإنتاج الصلب، ويمكن أيضا إنتاج فحم الكوك من المخلفات الصلبة المتبقية من تكرير النفط، وعادة ما تحتوي هذه المواد الأولية على هيدروجين أو نيتروجين أو ذرات أكسجين مقترنة بالكربون في جزيئات متوسطة إلى عالية الوزن الجزيئي، وتتكون عملية صنع فحم الكوك أو عملية «الكوك» من تسخين المادة في الأوعية المغلقة إلى درجات حرارة عالية جدا (تصل إلى 2000 درجة مئوية) بحيث يتم تقسيم هذه الجزيئات إلى مواد متطايرة أخف وزنا تترك الأوعية، وأيضا إلى بقايا مواد مسامية ولكن صلبة معظمها من الكربون والرماد غير العضوي، وكمية المواد المتطايرة تختلف مع اختلاف المصدر، ولكن عادة تشكل 25-30٪ من وزنه.

### الألياف الكربونية
ألياف الكربون هي خيوط من الكربون التي يمكن استخدامها لصنع خيوط قوية جدا وايضا المنسوجات. وكثيرا ما تنتج عناصر ألياف الكربون عن طريق الغزل والنسيج للعنصر المطلوب من ألياف المبلمر المناسب، ثم حدوث عملية التحلل الحراري للمواد في درجة حرارة عالية (من 1500-3000 درجة مئوية).
تم تصنيع ألياف الكربون الأولى من الرايون، ولكن متعدد أكريلونتريل أصبحت مادة البدء الأكثر شيوعا. ولأول مصابيح كهربائية قابلة للاستخدام، استخدم جوزيف ويلسون سوان وتوماس إديسون خيوط الكربون المصنوعة من التحلل الحراري للخيوط القطنية وشظايا الخيزران، على التوالي.

### الوقود الحيوي
التحلل الحراري هو أساس عدة طرق يجري تطويرها لإنتاج الوقود من الكتلة الحيوية، والتي قد تشمل إما المحاصيل التي تزرع لغرض ما أو منتجات النفايات البيولوجية من الصناعات الأخرى. وتشمل المحاصيل التي تمت دراستها كمواد وسيطة للكتلة الحيوية للتحلل الحراري الأعشاب المرجانية الأصلية في أمريكا الشمالية مثل الأعشاب النارية والنسخ المنتجة من الأعشاب الأخرى مثل Miscanthus giganteus . وتوفر المحاصیل ونفايات المواد النباتیة والمواد الأولیة من الكتلة الحیویة على أساس أجزاء Lignocellulosic biomass.
على الرغم من أن وقود الديزل الصناعي لا يمكن أن تنتج بعد التحلل الحراري للمواد العضوية مباشرة، إلا أن هناك طريقة لإنتاج سائل مماثل (ديزل حيوي) يمكن استخدامه كوقود، بعد إزالة المواد الكيميائية الحيوية القيمة التي يمكن استخدامها كغذاء أو للمواد الصيدلانية. يتم تحقيق كفاءة أعلى عن طريق التحلل الحراري الفلاش، حيث يتم تسخين المواد الخام المقسمة بدقة إلى ما بين 350 و 500 درجة مئوية لمدة تقل عن ثانيتين.

### التنظيف الحراري
يستخدم التحلل الحراري أيضا للتنظيف الحراري، وهو تطبيق صناعي لإزالة المواد العضوية مثل البوليمرات والبلاستيك والطلاء من أجزاء أو منتجات أو مكونات الإنتاج مثل البراغي، المغازل والخلاطات الثابتة. أثناء عملية التنظيف الحراري، عند درجات حرارة تتراوح بين 310 درجة مئوية إلى 540 درجة مئوية، يتم تحويل المادة العضوية عن طريق التحلل الحراري والأكسدة في المركبات العضوية المتطايرة والهيدروكربونات والغازات المتفحمة. وتبقى العناصر غير العضوية.
عدة أنواع من أنظمة التنظيف الحراري تستخدم التحلل الحراري:
- حمامات الملح المنصهر تنتمي إلى أقدم أنظمة التنظيف الحراري. والتنظيف مع حمام الملح المنصهر سريع جدا ولكن ينطوي على مخاطر محتملة مرتبطة باستخدام حمامات الملح، مثل الانفجارات أو غاز سيانيد الهيدروجين شديد السمية.[19]
- تستخدم أفران الفراغ التحلل الحراري في الفراغ لتجنب الاحتراق غير المنضبط داخل غرفة التنظيف؛ عملية التنظيف تستغرق من 8 إلى 30 ساعة.[22]

- الأفران المحترقة، والمعروفة أيضا باسم أفران التنظيف الحراري، تعمل بالغاز وتستخدم في الطلاء والطلاء بالتغليف والمحركات الكهربائية والصناعات البلاستيكية لإزالة المواد العضوية من الأجزاء المعدنية الثقيلة والكبيرة.[23]

## من العمليات التي تستخدم التحلل الحراري
في العديد من التطبيقات الصناعية، تتم العملية تحت الضغط وعند درجات حرارة فوق 430 درجة مئوية. وبالنسبة للنفايات الزراعية، على سبيل المثال، تتراوح درجات الحرارة النموذجية من 450 إلى 550 درجة مئوية.
وبما أن التحلل الحراري هو عبارة عن عملية ماصة للحرارة، تم اقتراح طرق مختلفة لتوفير الحرارة لجسيمات الكتلة الحيوية المتفاعلة:
- الاحتراق الجزئي لمنتجات الكتلة الحيوية من خلال حقن الهواء. وهذا يؤدي إلى منتجات ذات جودة رديئة.
- نقل الحرارة مباشرة مع الغاز الساخن، والأكثر مثالية هو الغاز الناتج الذي يتم إعادة تسخينه وإعادة تدويره. المشكلة هي توفير ما يكفي من الحرارة مع معدلات تدفق الغاز معقولة.
- نقل الحرارة غير المباشرة مع تبديل السطوح (الجدار، أنابيب): فمن الصعب تحقيق نقل جيد للحرارة على جانبي سطح التبادل الحراري.
- نقل الحرارة مباشرة مع المواد الصلبة المتداولة: المواد الصلبة تنقل الحرارة بين الموقد ومفاعل الانحلال الحراري. هذه هي تقنية فعالة ولكنها معقدة.

للتحلل الحراري الفلاش، يجب أن تطحن الكتلة الحيوية إلى حبيبات ناعمة وطبقة الفحم المتشكلة على سطوح الحبيبات يجب إزالتها باستمرار، وقد تم اقراح الطرق التالية لحدوث التحلل الحراري للكتلة الحيوية:
- الأسرة الثابتة المستخدمة في الإنتاج التقليدي للفحم: سوء، وبطء نقل الحرارة يؤدي إلى عوائد سائل منخفضة جدا.
- المثاقب (ِِ ِِAugers), وهذه الطريقة مأخوذة من (عملية لورجي), حيث يتم تغذية الرمال الساخنة وجزيئات الكتلة الحيوية في نهاية واحدة من مسمار المثقاب. المسمار يمزج الرمال والكتلة الحيوية وينقلهم على طوله.وهو يوفر مراقبة جيدة للكتلة الحيوية. فإنه لا يخفف من التحلل الحراري المنتجات مع الناقل. ومع ذلك، يجب إعادة تسخين الرمل في وعاء منفصل، والاعتمادية الميكانيكية هي مصدر قلق. ولا يوجد تنفيذ تجاري واسع النطاق.
- المثقاب المسخن كهربائيا: عملية تستخدم التيار الكهربائي ومروره من خلال مسمار المثقاب لتسخين المواد ونقل الحرارة بشكل ممتاز عن طريق الاتصال والإشعاع إلى النفايات المادية.

## في الكيمياء
يختبر البحث الحالي مسارات تفاعل متعددة من التحلل الحراري لفهم كيفية التعامل مع تشكيل منتجات متعددة (النفط، الغاز، الفحم، والمواد الكيميائية المتنوعة) لتعزيز القيمة الاقتصادية للتحلل الحراري. وتحديد المحفزات لمعالجة ردود الفعل للتحلل الحراري هو أيضا هدف بعض البحوث. وتشير البحوث المنشورة إلى أن تفاعلات التحلل الحراري لها بعض الاعتماد على التركيب الهيكلي للمواد الأولية (مثل الكتلة الحيوية لينوسلولوسيك)، مع مساهمات من بعض المعادن الموجودة في المواد الأولية؛ ويعتقد أن بعض المعادن الموجودة في المواد الخام تعمل على زيادة تكلفة تشغيل التحلل الحراري أو تقلل قيمة النفط المنتج من التحلل الحراري، من خلال ردود الفعل المسببة للتآكل. ويمكن تحسين نوعية الزيوت المنتجة باستخدام التحلل الحراري عن طريق إخضاع الزيوت لعملية أو أكثر من العمليات الفيزيائية والكيميائية، الأمر الذي قد يعوض تكاليف الإنتاج، ولكن قد يكون منطقيا اقتصاديا بشكل أكبر مع تغير الظروف.